# Cepora eurygonia
Cepora eurygonia är en fjärilsart som först beskrevs av Carl Heinrich Hopffer 1874.  Cepora eurygonia ingår i släktet Cepora och familjen vitfjärilar. Inga underarter finns listade i Catalogue of Life.